# International Superhits!
International Superhits! – збірка американського панк-рок гурту Green Day. Виданий 13 листопада 2001 року на Reprise Records. До платівки увійшли основні сингли гурту починаючи з альбому Dookie (1994) та закінчуючи останнім альбомом Warning. На диску з’явились також дві нові пісні Maria та Poprocks & Coke та пісня J.A.R., яка була спеціально написана для фільму Аргус та ніколи не видавалась на альбомах гурту.
Разом з International Superhits! був представлений з DVD International Supervideos! на якому були представлені кліпи гурту.
Альбом досяг 40 місця у чартах США та 15 у Великій Британії. Продажі International Superhits! склали 1 896 000 примірників у США станом на вересень 2010 (платиновий статус) та більше 3 000 000 дисків по всьому світу. До сьогодні цей реліз є досить популярним.
International Superhits! був перевиданий на вінілових платівках 11 серпня 2009 року у США.

## Track listing
Автор слів Біллі Джо Армстронг крім випадків, де зазначено інше, автор музики Green Day. 
| #     | Назва                                                | Тривалість |
| ----- | ---------------------------------------------------- | ---------- |
| 1.    | «Maria»                                              | 2:47       |
| 2.    | «Poprocks & Coke»                                    | 2:38       |
| 3.    | «Longview» (з Dookie, 1994)                          | 3:53       |
| 4.    | «Welcome to Paradise» (з Dookie, 1994)               | 3:44       |
| 5.    | «Basket Case» (з Dookie, 1994)                       | 3:01       |
| 6.    | «When I Come Around» (з Dookie, 1994)                | 2:58       |
| 7.    | «She» (з Dookie, 1994)                               | 2:14       |
| 8.    | «J.A.R. (Jason Andrew Relva)» (з фільму Аргус, 1995) | 2:51       |
| 9.    | «Geek Stink Breath» (з Insomniac, 1995)              | 2:15       |
| 10.   | «Brain Stew» (з Insomniac, 1995)                     | 3:13       |
| 11.   | «Jaded» (з Insomniac, 1995)                          | 1:30       |
| 12.   | «Walking Contradiction» (з Insomniac, 1995)          | 2:31       |
| 13.   | «Stuck with Me» (з Insomniac, 1995)                  | 2:15       |
| 14.   | «Hitchin' a Ride» (з Nimrod, 1997)                   | 2:51       |
| 15.   | «Good Riddance (Time of Your Life)» (з Nimrod, 1997) | 2:33       |
| 16.   | «Redundant» (з Nimrod, 1997)                         | 3:18       |
| 17.   | «Nice Guys Finish Last» (з Nimrod, 1997)             | 2:48       |
| 18.   | «Minority» (з Warning, 2000)                         | 2:47       |
| 19.   | «Warning» (з Warning, 2000)                          | 3:41       |
| 20.   | «Waiting» (з Warning, 2000)                          | 3:11       |
| 21.   | «Macy's Day Parade» (з Warning, 2000)                | 3:31       |
| 60:41 |                                                      |            |